# Histoire de la photographie au Japon
 (novembre 2020).
Si vous disposez d'ouvrages ou d'articles de référence ou si vous connaissez des sites web de qualité traitant du thème abordé ici, merci de compléter l'article en donnant les références utiles à sa vérifiabilité et en les liant à la section « Notes et références ».
L'histoire de la photographie au Japon remonte au milieu du XIXe siècle, avant même l'arrivée des navires noirs du commodore américain Matthew Perry, destinés à mettre fin à la politique d'isolement en vigueur au Japon depuis l’époque d'Edo.

## Photographie auXIXesiècle

### Importation des appareils photographiques

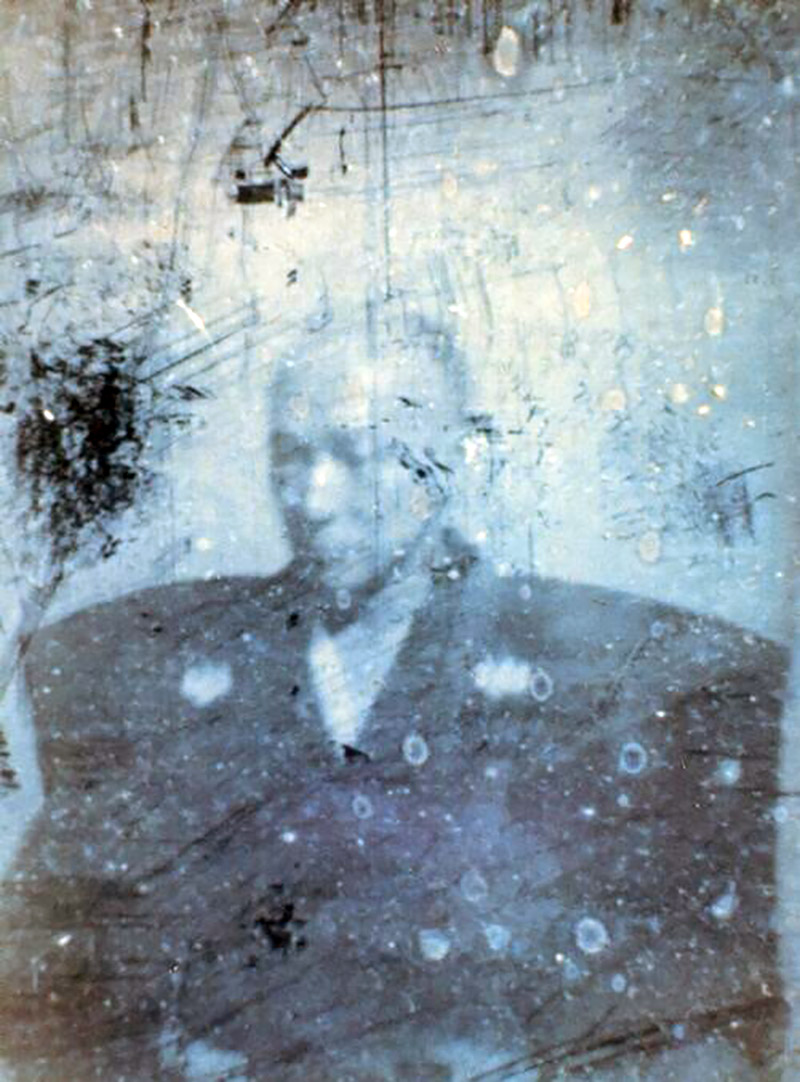
Daguerréotype de Shimazu Nariakira réalisé par Ichiki Shirō, la plus ancienne photographie japonaise qui nous est parvenue

Au cours de l'époque d'Edo, l'importation et l'exportation sont interdites (sakoku) par le shogunat Tokugawa (Edobakufu) et seuls les navires hollandais sont autorisés à exporter et importer diverses marchandises via le seul port de Nagasaki. 
En 1848, une caméra pour daguerréotype est importée par un navire hollandais au Japon et par conséquent, le premier appareil photographique pénètre au Japon par Nagasaki. Cette caméra est importée par Ueno Toshinojō (1790-1851) et en 1849 passe à Shimazu Nariakira (1809-1858), qui devient plus tard seigneur féodal (daimyo) du domaine de Satsuma, à présent la préfecture de Kagoshima.
Une étude détaillée relative à la photographie est réalisée au domaine de Satsuma mais il se passe près de dix ans à compter de l'acquisition du premier appareil et la prise de la première photo. En 1857, la photographie de Shimazu Nariakira est prise par Ichiki Shirō (1828-1903) et Ujuku Hikoemon  (daguerréotype). Elle passe pour être la première photographie prise par des Japonais et comme elle existe toujours, elle est exposée au Shōko Shūseikan (ja:尚古集成館) dans la ville de Kagoshima.

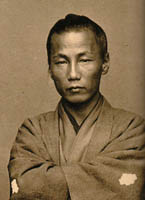
Autoportrait d'Ueno Hikoma, c. 1870s

En 1854, la convention de Kanagawa (日米和親条約, Nichi-Bei Washin Jōyaku), ou « Traité d'amitié et de commerce nippo-américain » est conclue entre les États-Unis et le Japon, le traité d'amitié anglo-japonais (日英和親条約, Nichi-Ei Washin Jōyaku), entre la Grande-Bretagne et le Japon et le traité de Shimoda (日露和親条約, Nichi-Ro Washin Jōyaku), entre la Russie et le Japon. Ces traités ouvrent les ports japonais de Shimoda (dans la préfecture de Shizuoka), Hakodate (préfecture de Hokkaidō) et Nagasaki au commerce. En 1858, le traité d'Amitié et de Commerce entre les États-Unis et le Japon est conclu ; il ouvre le port de Kanagawa. Bientôt, le port de Yokohama, qui est proche de Kanagawa, est ouvert au commerce avec les pays étrangers en échange du port de Kanagawa. Le commerce basé sur ces traités commence en 1858 à Yokohama, Nagasaki et Hakodate. C'est ce qu'on appelle kaikoku, (« ouverture de la nation aux commerces et pays étrangers ») en langue japonaise. Grâce au kaikoku, de plus en plus de caméras et autres équipements et matériels liés à la photographie sont importés au Japon. En outre, certains photographes étrangers tels que Felice Beato viennent au Japon et prennent de nombreuses photographies du pays.
En 1862, Ueno Hikoma (1838-1904) ouvre son studio photographique à Nagasaki et Shimooka Renjō (1823-1914) ouvre le sien à Noge (bientôt englobé dans Yokohama) la même année mais indépendamment l'un de l'autre. L'ouverture de ces deux studios photo pour des portraits signale une nouvelle ère de la photographie japonaise.

### Photographes professionnels  de l'ère Meiji
Après l'ouverture des studios d'Ueno et Shimooka à peu près à la charnière entre l'époque d'Edo et l'ère Meiji (1868), plusieurs nouveaux studios photos s'ouvrent tels celui de Kuichi Uchida (1844–1875) en 1865 à Osaka, déménagé en 1866 à Yokohama, celui de Yohei Hori (ou Hori Masumi, 1826–1880) en 1865 à Kyoto, celui de Kizu Kōkichi (1830–1895) en 1866 à Hakodate, celui de Tomishige Rihei (1837–1922) à Yanagawa, celui de Chikugo en 1866 et celui de Yokoyama Matsusaburō (1838–1884).

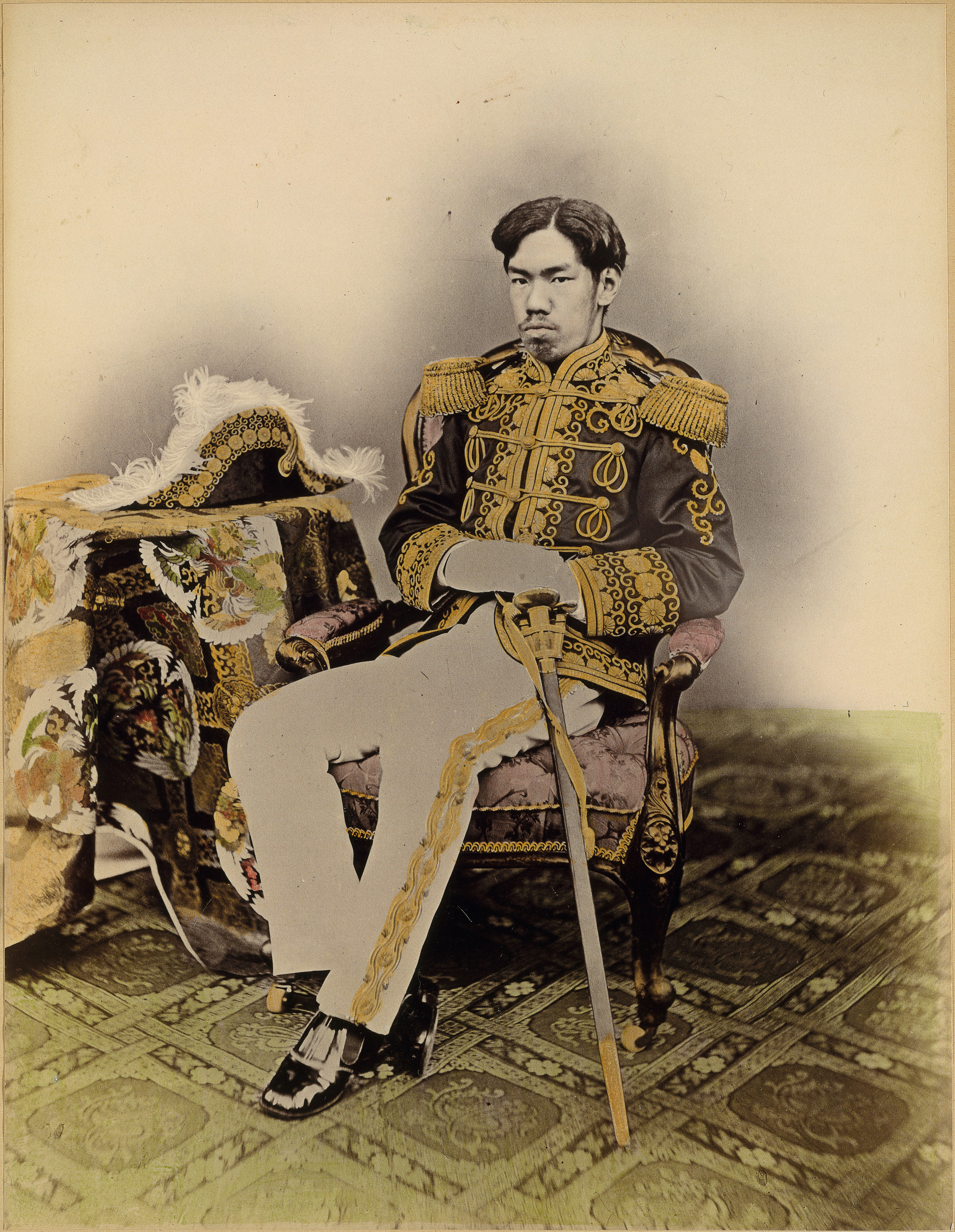
Portrait de l'empereur Meiji) par Uchida Kuichi, 1873. Tirage sur papier albuminé.

Parmi ces photographes (Shishin-shi), Uchida Kuichi est surtout célèbre pour ses photographies de l'empereur Meiji en 1872 et 1873, appelés photographies Goshin'ei et utilisées comme portraits publics de l'empereur. 真 (shin) signifie « vrai » et 影 (ei) « image (photographique) » ou « portrait » et (go) est un préfixe honorifique pour 真影.  Au cours de l'ère Meiji, un nombre très limité de personnes, comme les premiers ministres par exemple, peuvent rencontrer l'empereur en personne et la plupart des Japonais de l'époque n'ont aucune chance de voir l'empereur. Mais l'image de l'empereur Meiji est nécessaire pour lui permettre de gouverner le Japon et les Japonais. 
Autres photographes, Kakoku Shima (1827–1870) et Ryū Shima (1823–1899) méritent d'être mentionnés. Ils sont mari et femme et commencent à prendre des photographies ensemble vers 1863 ou 1864 ; Ryū Shima est considérée comme la première photographe japonaise professionnelle.
Par ailleurs, entre les années 1860 et 1900, les Yokohama-shashin (« photos de Yokohama », « vente de photographies » ou « distribution à Yokohama ») sont très populaires. Les Yokohama-shashin sont des photographies de paysage japonais, de Japonais (en particulier de Japonaises) et des cultures japonaises et très largement utilisées comme souvenir, notamment pour les personnes étrangères. Parmi les photographes de Yokohama-shashin, Felice Beato et Kusakabe Kinbei (1841–1934) sont largement connus.

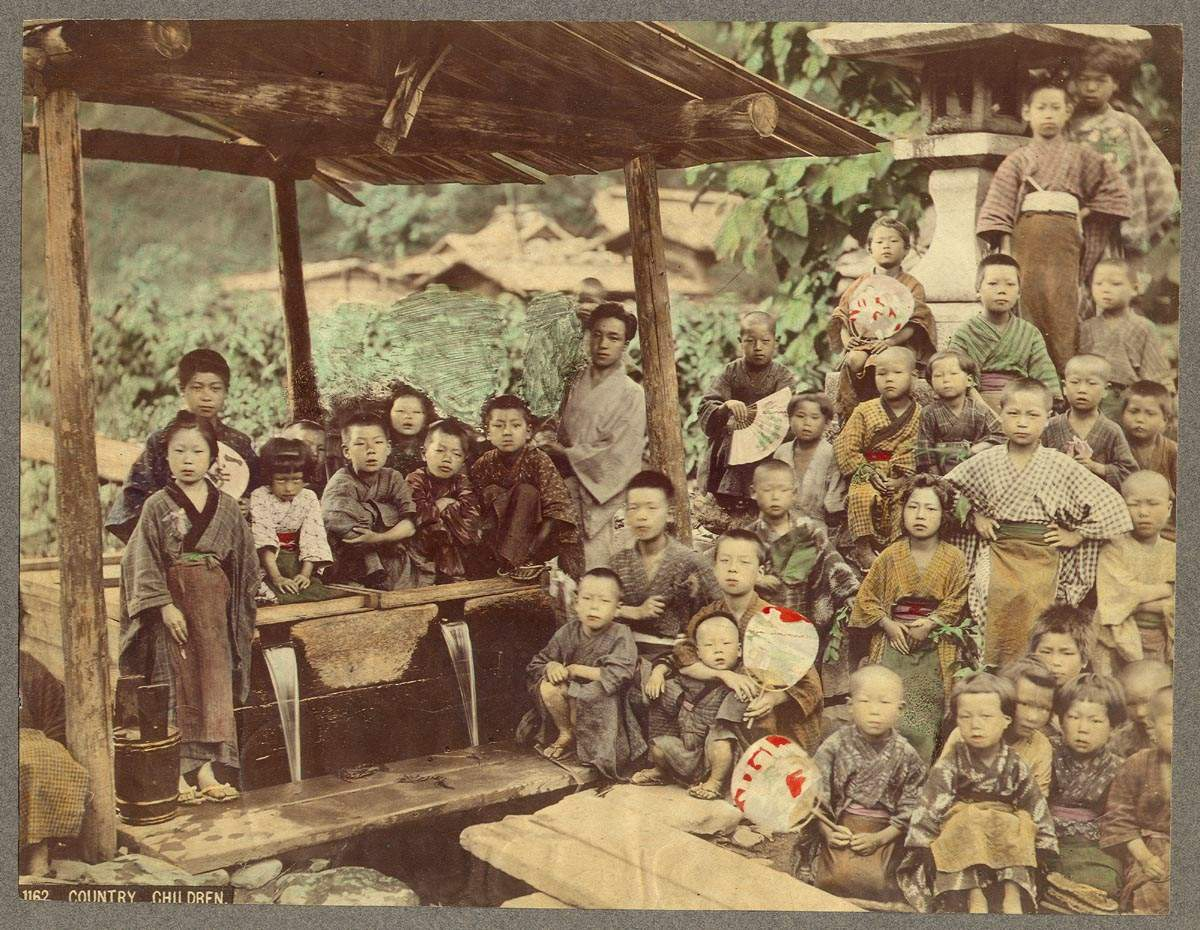
Enfants de la campagne. Tirage sur papier albuminé, colorié à la main, par Kusakabe Kinbei

En raison du kaikoku, beaucoup de personnes viennent au Japon. En outre, après la mise en place du Meiji ishin (gouvernement Meiji créé en 1868), beaucoup de Japonais peuvent voyager au sein du Japon sans enfreindre les lois et commencent à parcourir le pays. Yokohama est un endroit approprié pour rencontrer à la fois des étrangers et des Japonais et les Yokohama-shashin attirent beaucoup les voyageurs.
Les deux principales caractéristiques des Yokohama-shashin sont :
1. des photographies réunies dans un album bien décoré, et
2. des photographies coloriées à la main.

Mais vers la fin du XIXe siècle, les cartes postales illustrées, qui sont beaucoup moins chères que les Yokohama-shashin, deviennent très populaires et sont largement utilisées et de nombreux photographes amateurs émergent qui préfèrent prendre des photos eux-mêmes plutôt que d'acheter d'onéreuses Yokohama-shashin. Telles sont les principales raisons du déclin de celles-ci.
Dans les années 1880, une nouvelle génération et de nouveaux genres de photographes commencent leurs activités. Esaki Reiji (1845–1910), qui prend des photos d'explosion d'une torpille expérimentale dans la Sumida-gawa en 1883, et Ogawa Kazumasa (1860–1929), qui non seulement prend des photos, mais est aussi responsable d'une usine d'impression, sont particulièrement célèbres.
Dans les années 1860 et 1870, de nombreuses photographies de Hokkaidō sont prises, qui sont appelées Hokkaidō kaitaku shashin (« photographies des développements en Hokkaidō ») car à cette époque l'île est l'objet d'une importante politique de développement de la part du gouvernement. Le gouvernement de Tokyo a besoin de rapports écrits détaillés et estime que des rapports accompagnés de photographies sont préférables. Il demande donc  à certains photographes de prendre des photos de l'évolution du Hokkaidō. Parmi ces photographes figurent Tamoto Kenzō (1832–1912), Kōkichi Ida (1846–1911), Raimund von Stillfried-Ratenicz (1839–1911), Takebayashi Seiichi (1842–1908) et Sakuma Hanzō (1844–1897).

### Émergence des photographes amateurs
Vers le milieu des années 1880, les photographes commencent à utiliser très largement des plaques sèches à la gélatine. Avant la diffusion de ce procédé, le collodion humide est le procédé ordinaire pour la photographie au Japon. C'est un procédé très difficile à utiliser d'un point de vue technique et qui coûte très cher. Cela signifie que presque aucun des photographes amateurs ne peut exister sans plaques sèches à la gélatine.
Deux exemples célèbres des premiers photographes amateurs au Japon sont :
- Kamei Koreaki (1861–1896, un comte qui a étudié l'esthétique en Angleterre et en Allemagne et pris des photos de la guerre sino-japonaise en 1895.
- Kajima Seibei (1866–1924) prend de nombreuses photographies dans les années 1890, comme un portrait grandeur nature de Manzaburō Umewaka (acteur no) et une photographie grand format du mont Fuji.

Citons également Hasegawa Kichijirō (actif dans les années 1870), inclus dans le The History of Japanese Photography (mentionné dans la bibliographie ci-dessous).
La large diffusion des plaques sèches à la gélatine et les appareils de petite taille conduisent à l'ère des éminents photographes amateurs du XXe siècle au Japon.

## Première moitié duXXesiècle

### Ère duGeijutsushashin(ère dupictorialisme)
- 1904 : Fondation du Yūtsuzu-sha par Tetsusuke Akiyama, Seiichi Katō et d'autres photographes.
- 1904 : Fondation du « Club photographique Naniwa » (Naniwa Shashin Club) à Osaka.
- 1907 : Fondation de la « Société de recherches photographiques de Tokyo » (Tokyo Shashin Kenkyūkai).
- 1912 : Fondation du « Club photographique d'Aiyū » (Aiyū Shashin Club) à Nagoya. Chotaro Hidaka (1883–1926), Aitarō Masuko (1882–1968) et Matsutaro Ohashi (1891–1941) participent activement en tant que membres de ce club.
- 1912 : Fondation du Yonin Kai par Yasuzō Nojima (1889–1964) et trois autres photographes.
- 1921 : Fondation du Shashin Geijutsu Sha (Photographic Art) dont le premier numéro est publié par Shinzō Fukuhara (1883–1948), Rosō Fukuhara (1892–1946) et d'autres photographes.
- 1922 : Fondation de l' « Association de l'art photographique du Japon » (Nihon Kōga Geijutsu Kyōkai) par Hakuyō Fuchikami (1889–1960) et publication du premier numéro de Hakuyō.
- 1922 : Publication du premier numéro de Geijutsu Shashin Kenkyū (Art Photography Studies).
- 1922 : Publication de Pari to Seinu (巴里とセイヌ?) [Paris et la Seine] par Shinzō Fukuhara.
- 1923 : Publication de Hikari to Sono Kaichō (光福原信三写真画集：光と其諧調?) [la lumière et son harmonie] par Shinzō Fukuhara.
- début des années 1920 : Formation de l'école ves-tan par Masataka Takayama (1895–1981), Makihiko Yamamoto (1893–1985) et Jun Watanabe.

### Ère duShinkōshashin(ère de la nouvelle photographie)
- Au début et au milieu des années 1920 paraît un courant photographique appelé école constructiviste au sein des membres du Nihon Kōga Geijutsu Kyōkai, dans les travaux de Hakuyō Fuchikami par exemple.
- 1923 : Publication du premier numéro d'Asahi Graph (The Asahigraph Weekly).
- 1923 : Grand séisme de Kantō (Kantō Daishinsai).
- 1924 : Publication du premier numéro de Photo Times.
- 1926 : Publication du premier numéro d'Asahi Camera.
- 1927 : Iwata Nakayama rentre au Japon après plusieurs années passées aux États-Unis et en Europe,
- 1930 : Fondation du « Club photographique de Tampei » (Tampei Shashin Club) (février 1930-c. 1941, Osaka) par Bizan Ueda et d'autres photographes. Nakaji Yasui (1903–1942) adhère plus tard à ce club.
- 1930 : Fondation du « Ashiya Camera Club » par Iwata Nakayama (1895–1949), Kambei Hanaya (1903–1991) et d'autres photographes.
- 1930 : Fondation de la « New Photography Research Society » (Shinko Shashin Kenkyūkai) et publication du premier numéro de Shinko Shashin Kenkyū (New Photography Studies) par Sen'ichi Kimura.
- 1931 : Exposition photographique itinérante internationale allemande (Doitsu Kokusai Idō Shashin Ten; Exposition itinérante de Film und Foto montée à Stuttgart en Allemagne en 1929) organisée à Tokyo [avril] et Osaka [juillet].
- 1932 : Publication du premier numéro de Kōga (« Photographie ») par Yasuzō Nojima, Iwata Nakayama et Ihei Kimura (ou Ihei Kimura).
- 1932 : Fondation de l'« Association des artistes photographes de Mandchourie » (Manshū Shashin Sakka Kyōkai) et en 1933, publication de Manshū Graph (Pictorial Manchuria) par Hakuyō Fuchikami.
- 1932 : Publication de A photographic monograph, Camera, Eye x Iron, Construction (Camera, Me x Tetsu Kōsei) par Masao Horino (1907–1999).
- 1933 : Publication de A photographic monograph, Early Summer Nerves (Shoka Shinkei) par Kiyoshi Koishi (1908–1957).
- 1936 : Publication de A photographic monograph, the Reason for Sleep (Nemuri no Riyū) par Ei-Q.
- 1937 : Fondation du « Groupe Avant-Garde Image » (Avant-Garde Zōei Shūdan) par Gingo Hanawa (1894–1957), Terushichi Hirai (1900–1970) et d'autres photographes.
- 1938 : Fondation de l'« Association photographique Avant-Garde » (Zen'ei Shashin Kyōkai) par Shūzo Takiguchi et quelques photographes,
- 1939 : Fondation de « Nagoya Photo Avant-Garde » par Minoru Sakata (1902–1974), Kansuke Yamamoto (1914–1987) et d'autres photographes.
- 1939 : Fondation de la « Société Irf » à Fukuoka par Wataru Takahashi (1900–1944) et d'autres photographes.
- 1940 ; Publication de A photographic monograph, Mesembryanthemum (Mesem Zoku) par Yoshio Shimozato.
- 1940 : Publication de A photographic monograph, Light (Hikari) par le Tampei Shashin Club.
- 1942 : Décès de Nakaji Yasui.

### Ère duHōdō-shashin(ère du photojournalisme)
- 1932 : Yōnosuke Natori rentre d'Allemagne au Japon comme photographe correspondant de Ullstein-Verlag.
- 1933 : Fondation de Nippon Kōbō (Japan Studio) par Yōnosuke Natori, mais en 1934 la plupart des principaux membres autres que Natori quittent Nippon Kobo et fondent Chūō Kōbō (Metropolitan Studio). Natori réorganise alors le Nippon Kōbō
- 1934 : Publication du premier numéro de Nippon par Nippon Kōbō.
- 1938 : Publication du premier numéro de Shashin Shūhō (Photo Weekly).
- 1941 : Fondation de Tōhōsha (Far East Company).
- 1942 : Publication du premier numéro de Front par Tōhōsha.

## Seconde moitié duXXesiècle
Après la Seconde Guerre mondiale apparaît encore une fois le hōdō-shashin (ère du photojournalisme), principalement mené par Ken Domon (1909–1990), Ihei Kimura (1901–1974) et Yōnosuke Natori (1910–1962), tous trois très actifs même pendant la guerre. La photographie d'avant-garde, y compris le surréalisme et le pictorialisme, ont presque disparu derrière le photojournalisme après la reddition du Japon en 1945 parce que la photographie autre que le photojournalisme qui a soutenu le gouvernement et les pouvoirs militaires japonais a été complètement opprimée pendant le conflit. Il faut attendre plusieurs années avant que la photographie d'avant-garde revienne au premier plan de l'histoire de la photographie japonaise.
En 1974, l'exposition New Japanese Photography au MoMA lance véritablement la photographie japonaise sur la scène internationale, même si certains des photographes présentés étaient déjà connus à l'étranger. Organisée sous le commissariat de John Szarkowski, directeur du département de photographie du musée, et du critique japonais Shōji Yamagishi, l'exposition réunit 200 photos réalisées entre 1950 et 1973 par quinze photographes : Ken Domon, Daidō Moriyama, Tetsuya Ichimura, Ryōji Akiyama, Shōmei Tōmatsu, Yasuhiro Ishimoto, Kikuji Kawada, Masatoshi Naitō, Hiromi Tsuchida, Masahisa Fukase, Ikko Narahara, Eikō Hosoe, Ken Ohara, Shigeru Tamura et Bishin Jūmonji.
Shinzō Maeda, Nobuyoshi Araki, Hiroshi Sugimoto, Naoya Hatakeyama et Herbie Yamaguchi sont d'autres grands photographes de la seconde moitié du XXe siècle.